# International Launch Services
International Launch Services (ILS) — предприятие, обладающее эксклюзивными правами на маркетинг и коммерческую эксплуатацию ракет-носителей (РН) «Протон» и «Ангара» на международном рынке. Запуски ракет-носителей «Протон» осуществляются с космодрома «Байконур» в Казахстане, запуски «Ангары» планируется производить с российских космодромов «Плесецк» и «Восточный».

## История
ILS была создана в 1995 году как совместное предприятие Lockheed Martin, ГКНПЦ имени М. В. Хруничева (ГКНПЦ) и РКК «Энергия» для осуществления космических запусков. Первоначально ILS предоставляла услуги по запуску гражданских космических аппаратов на американских ракетах-носителях Atlas V и на российских ракетах-носителях «Протон».
20 апреля 2006 года ракетой-носителем Atlas V был осуществлён запуск спутника Astra 1KR компании SES, ставший для ILS 100-м по счёту и 97-м успешным.
В сентябре 2006 года Lockheed Martin объявила о намерении продать доли в компаниях Lockheed Khrunichev Energia International и International Launch Services. Специально для этой сделки Марио Леммом, являвшимся консультантом ILS с момента её создания и членом совета директоров более трёх лет, была создана компания Space Transport.
В октябре 2006 года сделка между Lockheed Martin и Space Transport была завершена, её условия не разглашались. Lockheed Martin сохранила все права, связанные с маркетингом коммерческой ракеты Atlas и продолжила предлагать услуги запуска Atlas на мировом коммерческом рынке через свою дочернюю компанию Lockheed Martin Commercial Launch Services (LMCLS). ILS, больше не связанная с Lockheed Martin, продолжила продавать коммерческим клиентам ракеты-носители «Протон».
В декабре 2006 года была создана компания United Launch Alliance (ULA) — совместное предприятие Lockheed Martin и Boeing (IDS / Defense, Space & Security / Launch Services). ULA осуществляет управление всеми запусками Atlas V, при этом коммерческие запуски переданы в субподряд LMCLS.
В октябре 2006 года пресс-секретарь ГКНПЦ заявил, что предприятие готово выкупить долю, которую продаёт Lockheed Martin. Представитель Российского космического агентства заявил, что, несмотря на то, что Lockheed продает свою долю компании Space Transport, ГКНПЦ может в конечном итоге стать её владельцем, выразив желание российской стороны увеличить свое присутствие в совместном предприятии. Space Transport, зарегистрированная на Британских Виргинских островах и со штаб-квартирой в Москве, опровергла информацию о продаже пакета акций.
В мае 2008 года ГКНПЦ приобрела весь пакет акций Space Transport и в настоящее время является основным акционером ILS. ILS остаётся американской компанией, а её штаб-квартира находится в Рестоне (штат Вирджиния), недалеко от Вашингтона (округ Колумбия), где базируется около 60 сотрудников.
В апреле 2019 года «Главкосмос» и ILS объявили о планах более тесного сотрудничества, что позволит «предоставлять лучший продукт, больше услуг и по цене, отвечающей потребностям клиентов». ILS сохранила структуру собственности неизменной и продолжает действовать как американская корпорация. Любые будущие изменения, возможные изменения структуры собственности, действующие с 2008 года, будут подлежать утверждению регулирующими органами.

## Запуски ракет-носителей «Атлас»
После октября 2006 года ILS больше не предлагала запуски ракеты-носителя Atlas и сфокусировалась исключительно на РН «Протон». Первым запуском Atlas был запуск ракетой Atlas IIAS космического аппарата Intelsat 704 10 января 1995 года, а последним был запуск ракетой Atlas V спутника Astra 1KR 20 апреля 2006 года.

## Запуски ракет-носителей «Протон»
На май 2008 года ILS имела 22 заказа на сумму около 2 миллиардов долларов, с 1996 года было проведено 45 коммерческих запусков ракеты-носителя «Протон». К июню 2009 года портфель заказов увеличился до 24 запусков. 50-й запуск ILS Proton состоялся в начале 2009 года.
На январь 2014 года ILS имела заказы на 14 запусков, на сумму более 1 миллиарда долларов, причём до 6 пусков было запланировано на 2014 год. Большинство полезных нагрузок ракеты-носителя «Протон» были слишком тяжелы для запуска ракетой Falcon 9, график пусков ракеты Ariane 5 был переполнен, клиенты «Протона» не могли воспользоваться иной ракетой-носителем.
Однако, по состоянию на 2018 год ракета-носитель «Протон» выполнила только два пуска, в числе которых не было коммерческих, на 2019 год было запланировано всего два коммерческих запуска, что обусловлено несколькими факторами, в том числе появление новых поставщиков коммерческих запусков, таких как SpaceX, а также неудачами связки «Протон»/«Бриз-М». За последние несколько лет количество контрактов на запуск крупных коммерческих геостационарных спутников в целом сократилось, поскольку всё больше операторов, ориентируясь на космические аппараты меньшего размера, заключили сделки со SpaceX и Arianespace.
9 октября 2019 года «Протон» совершил свою последнюю запланированную коммерческую миссию, доставив Eutelsat 5 West B и Mission Extension Vehicle на геостационарную орбиту.

## Запуски ракет-носителей «Ангара»
ILS начала предлагать коммерческим клиентам запуски на ракете «Ангара» в июле 2015 года. Ожидалось, что  в 2020 году  будет осуществлена первая коммерческая миссия компании с использованием ракеты-носителя «Ангара» — запуск дистанционного зондирования Земли KOMPSAT-6 Корейского института аэрокосмических исследований. Однако из-за неготовности спутника запуск был перенесён на II квартал 2022 года

## Внешние ссылки
- ILS – Launch Services (англ.). International Launch Services. — Официальный сайт.
- International Launch Services. ГКНПЦ имени М. В. Хруничева.
- Justin Ray. Proton rocket's commercial marketer begins new era (англ.). Spaceflight Now (8 ноября 2006).